# 全国高等学校ラグビーフットボール大会 (島根県勢)
全国高等学校ラグビーフットボール大会における島根県勢の成績について記す。

## 概要
- 島根県勢で全国大会の出場経験があるのは、出雲と石見智翠館（旧・江の川）の2校のみである。
- 近年では、県下で単独出場できる高校が石見智翠館と出雲のみで、県予選の初戦が決勝という状況が続いている。また、2校の間には圧倒的な実力差があることから石見智翠館が全国大会へ連続出場を続けている。

## 代表校
| 年（回）              | 代表校                       | 全国大会成績 | 備考      |
| --------------------- | ---------------------------- | --- | --------- |
| 1981年（第60回大会）  | 出雲（初出場）               | 1回戦 0-27 木本（三重県） | 初戦敗退  |
| 1985年（第64回大会）  | 出雲（4年ぶり2回目）         | 1回戦 0-18 千葉北（千葉県）                                                                                                   | 初戦敗退  |
| 1988年（第67回大会）  | 出雲（3年ぶり3回目）         | 1回戦 0-23 石巻工（宮城県）                                                                                                   | 初戦敗退  |
| 1989年（第68回大会）  | 出雲（2年連続4回目）         | 1回戦 0-38 作新学院（栃木県）                                                                                                 | 初戦敗退  |
| 1990年（第69回大会）  | 出雲（3年連続5回目）         | 1回戦 9-38 明大中野（東京都第2）                                                                                              | 初戦敗退  |
| 1991年（第70回大会）  | 出雲（4年連続6回目）         | 1回戦 0-52 行田工（埼玉県第2）                                                                                                | 初戦敗退  |
| 1992年（第71回大会）  | 江の川（初出場）             | 1回戦 0-18 盛岡工（岩手県）                                                                                                   | 初戦敗退  |
| 1993年（第72回大会）  | 江の川（2年連続2回目）       | 1回戦 3-22 岡谷工（長野県）                                                                                                   | 初戦敗退  |
| 1994年（第73回大会）  | 江の川（3年連続3回目）       | 2回戦 25-7 岡谷工（長野県） 3回戦 3-29 国学院久我山（東京都第1）                                                              | 3回戦進出 |
| 1995年（第74回大会）  | 江の川（4年連続4回目）       | 1回戦 35-10 新潟工（新潟県） 2回戦 10-21 日川（山梨県）                                                                       | 2回戦進出 |
| 1996年（第75回大会）  | 江の川（5年連続5回目）       | 1回戦 26-19 盛岡工（岩手県） 2回戦 25-31 東福岡（福岡県）                                                                     | 2回戦進出 |
| 1997年（第76回大会）  | 江の川（6年連続6回目）       | 2回戦 72-0 函館大有斗（南北海道） 3回戦 8-35 西陵商（愛知県）                                                                 | 3回戦進出 |
| 1998年（第77回大会）  | 江の川（7年連続7回目）       | 1回戦 36-6 新潟工（新潟県） 2回戦 16-40 東農大二（群馬県）                                                                    | 2回戦進出 |
| 1999年（第78回大会）  | 江の川（8年連続8回目）       | 1回戦 24-14 中標津（北北海道） 2回戦 18-24 仙台育英（宮城県）                                                                 | 2回戦進出 |
| 2000年（第79回大会）  | 江の川（9年連続9回目）       | 1回戦 44-13 磐城（福島県） 2回戦 21-17 若狭東（福井県） 3回戦 17-26 大阪工大高（大阪府第1）                                   | 3回戦進出 |
| 2001年（第80回大会）  | 江の川（10年連続10回目）     | 1回戦 29-15 札幌山の手（南北海道） 2回戦 37-28 清真学園（茨城県） 3回戦 0-40 伏見工（京都府）                                 | 3回戦進出 |
| 2002年（第81回大会）  | 江の川（11年連続11回目）     | 1回戦 3-5 山形中央（山形県）                                                                                                  | 初戦敗退  |
| 2003年（第82回大会）  | 江の川（12年連続12回目）     | 1回戦 19-19（○抽選●） 千種（愛知県） 2回戦 21-36 佐賀工（佐賀県）                                                             | 2回戦進出 |
| 2004年（第83回大会）  | 江の川（13年連続13回目）     | 1回戦 36-42 本郷（東京都第1）                                                                                                 | 初戦敗退  |
| 2005年（第84回大会）  | 江の川（14年連続14回目）     | 1回戦 35-36 西陵商（愛知県）                                                                                                  | 初戦敗退  |
| 2006年（第85回大会）  | 江の川（15年連続15回目）     | 1回戦 26-3 砺波（富山県） 2回戦 7-27 東福岡（福岡県）                                                                         | 2回戦進出 |
| 2007年（第86回大会）  | 江の川（16年連続16回目）     | 1回戦 55-0 新潟工（新潟県） 2回戦 17-26 国学院久我山（東京都第1）                                                             | 2回戦進出 |
| 2008年（第87回大会）  | 江の川（17年連続17回目）     | 1回戦 6-0 日川（山梨県） 2回戦 0-56 流経大柏（千葉県）                                                                        | 2回戦進出 |
| 2009年（第88回大会）  | 江の川（18年連続18回目）     | 1回戦 8-10 東京（東京都第2）                                                                                                  | 初戦敗退  |
| 2010年（第89回大会）  | 石見智翠館（19年連続19回目） | 1回戦 12-19 深谷（埼玉県） | 初戦敗退  |
| 2011年（第90回大会）  | 石見智翠館（20年連続20回目） | 1回戦 17-14 日川（山梨県） 2回戦 5-31 深谷（埼玉県）                                                                          | 2回戦進出 |
| 2012年（第91回大会）  | 石見智翠館（21年連続21回目） | 2回戦 23-12 日本航空石川（石川県） 3回戦 17-34 桐蔭学園（神奈川県）                                                           | 3回戦進出 |
| 2013年（第92回大会）  | 石見智翠館（22年連続22回目） | 2回戦 26-26（○抽選●） 長崎南山（長崎県） 3回戦 31-5 流経大柏（千葉県） 準々決勝 12-29 国学院久我山（東京都第1）               | ベスト8   |
| 2014年（第93回大会）  | 石見智翠館（23年連続23回目） | 1回戦 43-7 青森北（青森県） 2回戦 21-12 茗溪学園（茨城県） 3回戦 20-20（●トライ数○） 報徳学園（兵庫県）                       | 3回戦進出 |
| 2015年（第94回大会）  | 石見智翠館（24年連続24回目） | 1回戦 49-17 仙台育英（宮城県） 2回戦 7-10 流経大柏（千葉県）                                                                  | 2回戦進出 |
| 2016年（第95回大会）  | 石見智翠館（25年連続25回目） | 2回戦 71-3 遠軽（北北海道） 3回戦 24-19 流経大柏（千葉県） 準々決勝 33-8 関西学院（兵庫県） 準決勝 31-46 桐蔭学園（神奈川県） | ベスト4   |
| 2017年（第96回大会）  | 石見智翠館（26年連続26回目） | 2回戦 39-0 東農大二（群馬県） 3回戦 24-19 報徳学園（兵庫県） 準々決勝 7-43 御所実（奈良県）                                   | ベスト8   |
| 2018年（第97回大会）  | 石見智翠館（27年連続27回目） | 2回戦 43-33 常翔学園（大阪府第3） 3回戦 14-42 日本航空石川（石川県）                                                          | 3回戦進出 |
| 2019年（第98回大会）  | 石見智翠館（28年連続28回目） | 1回戦 34-7 秋田中央（秋田県） 2回戦 22-7 尾道（広島県） 3回戦 17-43 桐蔭学園（神奈川県）                                      | 3回戦進出 |
| 2020年（第99回大会）  | 石見智翠館（29年連続29回目） | 2回戦 27-0 日川（山梨県） 3回戦 15-24 京都成章（京都府）                                                                      | 3回戦進出 |
| 2021年 (第100回大会)  | 石見智翠館（30年連続30回目） | 1回戦 92-12 創志学園（岡山県） 2回戦 63-0 四日市工（三重県） 3回戦 26-28 東福岡（福岡県）                                     | 3回戦進出 |
| 2022年（第101回大会） | 石見智翠館（31年連続31回目） | 2回戦 45-0 大分舞鶴（大分県） 3回戦 12-20 常翔学園（大阪府第1）                                                               | 3回戦進出 |
| 2023年（第102回大会） | 石見智翠館（32年連続32回目） | 1回戦 34-7 立命館慶祥（南北海道） 2回戦 20-0 黒沢尻北（岩手県） 3回戦 8-15 天理（奈良県）                                     | 3回戦進出 |

## 学校別成績
（名称は現校名、前身学校時代を含む）
| 校名       | 出場回数 | 全国大会成績 | 備考                  |
| ---------- | -------- | ------------ | --------------------- |
| 石見智翠館 | 32回     | 35勝32敗     | ベスト4 1回（2016年） |
| 出雲       | 6回      | 0勝6敗       |                       |
| 県勢計     |          | 35勝38敗     |                       |

## 校名変更
- 江の川 → 石見智翠館